# Н. Костомарову
«Н. Костомарову» — вірш Тараса Шевченка, написаний 1847 року у С.-Петербурзі.

## Написання
Збереглося кілька чистових автографів вірша: в окремому рукопису циклу «В казематі»; у «Малій книжці»; на окремому аркуші; у «Більшій книжці». Автографи в окремому рукопису циклу «В казематі», «Малій книжці» та «Більшій книжці» не датовано. Дата в автографі на окремому аркуші: «1847 мая 19». Вірш датується за цим автографом: 19 травня 1847 року, місце написання — С.-Петербург.
Первісний автограф не відомий. До найранішого відомого рукопису циклу «В казематі» вірш переписано між поезіями «Ой три шляхи широкії…» і «Садок вишневий коло хати…». З цього рукопису Шевченко після повернення з Аральської описової експедиції до Оренбурга, наприкінці 1849-го (не раніше 1 листопада) або на початку 1850 року (не пізніше дня арешту поета 23 квітня), переписав вірш у складі циклу «В казематі» (під № 7) до «Малої книжки» (до третього зшитка за 1846—1847 роки), позначивши назву криптограмою «К………..» (тобто «К[остомарову]»). Згодом, найімовірніше в Новопетровському укріпленні, наприкінці перебування на засланні, розкрив назву повністю: «Костомарову» і вніс виправлення у 21-й рядок. Відвідавши 31 серпня 1857 року у Саратові, по дорозі з заслання, матір М. Костомарова — Т. Костомарову, Шевченко на окремому аркуші записав вірш з деякими відмінами від «Малої книжки» і подарував його Т. Костомаровій. У цьому автографі назва — «Николаю Ивановичу Костомарову», дата — «1847 мая 19», що вказує на день побачення Т. Костомарової з М. Костомаровим, ув'язненим у казематі III відділу, і підпис «Т. Шевченко». Згодом у листі до редактора — видавця журналу «Русская старина» М. Костомаров писав про це: «По возвращении в отечество я узнал, что Шевченко, освобожденный из Петровского укрепления на берегу Каспийского моря, где находился в военной службе, плыл на пароходе по Волге, останавливался в Саратове, заезжал к моей матери, жившей тогда в этом городе, и пробыл у нее несколько часов. Здесь он передал ей обращенное к моєму имени стихотворение, написанное им во время нахождения под следствием, по тому случаю, что он неожиданно увидел из окна комнаты, в которой сидел арестованным, мою мать, проходившую мимо» («Русская старина», 1880 рік, № 3, стор. 604). 18 березня 1858 року, перебуваючи в Москві, Шевченко переписав вірш з виправленнями в рядках 1, 2 та 19 з «Малої книжки» до «Більшої книжки», текст якої остаточний.
Влітку 1856 року, не пізніше 15 серпня, список з чистового автографа циклу «В казематі» (крім поезії «Не спалося, а ніч, як море…»), що належав тоді В. Тарновському-молодшому, зробив П. Куліш. Текст поезії «Весеннє сонечко ховалось…» («Н. Костомарову») у списку подекуди редаговано: рядок 1 («Весеннє сонечко ховалось») виправлено на «Весіннє сонечко ховалось»; 3-й рядок («Синємундирих часових») — на «Сині мундири в часових».
Відомі списки вірша у рукописних збірках: «Кобзар» (1861), що належав І. Левченкові, «Сочинения Т. Г. Шевченка» (1862), «Стихотворения Шевченка», «Кобзар» (1866), у примірнику «Кобзаря» (1860) з пізнішими рукописними вставками, що належав Л. Лопатинському, список невідомою рукою.

## Публікація
Вперше вірш надруковано в журналі «Мета» (1863 рік, № 4, стор. 273; подано за списком П. Куліша) під довільною назвою «До Миколи Костомарова», ймовірно, зокрема, з Кулішевим виправленням у 3-му рядку: «Сині мундири в часових» — замість: «Синємундирих часових».
Вперше твір введено до збірки творів у виданні: «Поезії Тараса Шевченка» (Львів, 1867 рік, том 1, стор. 204 (подано за першодруком)).

## Сюжет
У вірші поет звертається до М. Костомарова як до такої ж, як він сам, жертви царського деспотизму. Гірка іронія на адресу тюремників поєднується з уболіванням, що зроблено ще так мало корисного. Як згадував М. Костомаров, вірш навіяний реальним враженням: з вікна свого каземату Шевченко побачив матір М. Костомарова. Це дало поштовх до розгортання ліричної теми самотності. Однак в останніх рядках вірша поет переборює почуття власної самотності й «сирітства» усвідомленням того, що всі випробування політв'язня він знесе сам, не перекладаючи їх на своїх близьких. Тему матері ув'язненого Шевченко пізніше розвинув у поемах «Неофіти» і «Марія».